# Leucania arizanensis
Leucania arizanensis är en fjärilsart som beskrevs av Alfred Ernest Wileman 1915. Leucania arizanensis ingår i släktet Leucania och familjen nattflyn. Inga underarter finns listade i Catalogue of Life.